# Dorsale Alamein
La dorsale Alamein è una catena montuosa situata nella regione nord-occidentale della Dipendenza di Ross, nell'entroterra della costa di Oates, in Antartide. La dorsale Alamein, che fa parte dei monti Freyberg, un gruppo montuoso a sua volta facente parte della catena dei monti Transantartici, è orientata in direzione nord-ovest/sud-est, nella quale si estende per circa 45 km, arrivando a una larghezza massima di circa 10 km, ed è costeggiata, a est dal ghiacciaio Canham, che la separa dalla dorsale Salamander. La vetta più alta della catena è quella del monte Camelot, situato all'estremità sud-occidentale della catena, che arriva a 2590 m s.l.m..

## Storia
La dorsale Alamein è stata così battezzata dai membri della squadra settentrionale della spedizione neozelandese di esplorazione antartica svolta nel periodo 1963-64, in omaggio alla vittoria ottenuta nella seconda battaglia di El Alamein dalle forze Alleate a cui prese parte anche la 2ª Divisione fanteria neozelandese, comandata da Lord Bernard Freyberg.

## Mappe
Di seguito una serie di mappe in scala 1:250 000 realizzate dallo USGS:

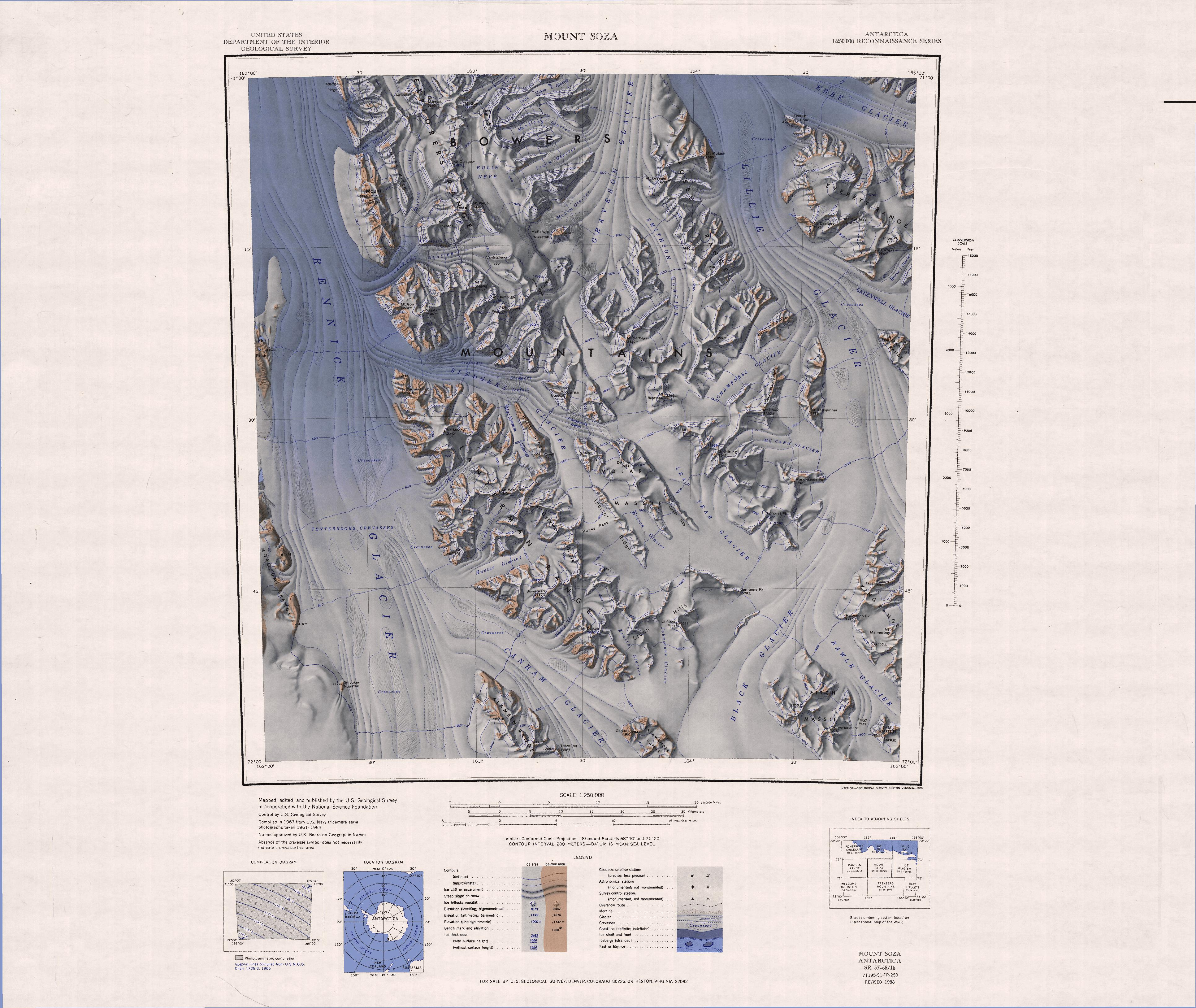
Nella parte centro-meridionale di questa mappa è possibile vedere l'estremità nord-occidentale della dorsale Alamein.
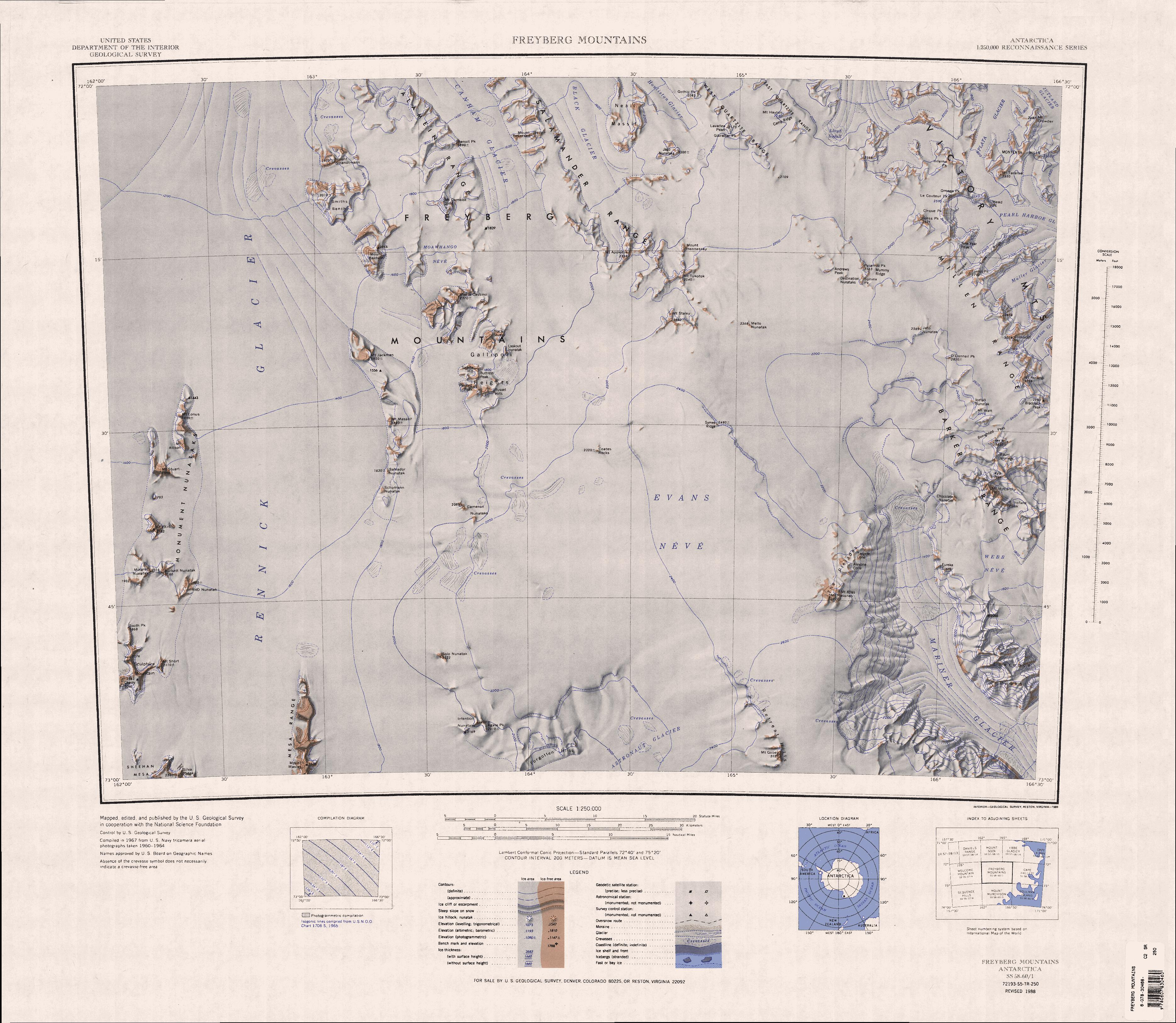
Nella parte settentrionale di questa mappa è possibile vedere l'estensione della dorsale Alamein.